# 사업 모형
사업 모형(事業模型) 또는 비즈니스 모델(business model)은 기업 업무, 제품 및 서비스의 전달 방법, 이윤을 창출하는 방법을 나타낸 모형이다. 기업이 지속적으로 이윤을 창출하기 위해 제품 및 서비스를 생산하고, 관리하며, 판매하는 방법을 표현한다. 또, 사업 모형은 제품이나 서비스를 소비자에게 어떻게 제공하고 마케팅하며, 돈을 벌 것인지 계획하거나 사업 아이디어를 말한다.
이론상 및 실제상 비즈니스 모델이라는 용어는 비즈니스의 핵심적인 측면을 나타내기 위해 목적, 비즈니스 프로세스, 타깃 고객, 제공, 전략, 인프라스트럭처, 조직구조, 조달, 거래관행 및 운용프로세스와 정책을 포함한 폭넓은 비공식 및 형식적인 기술에 대하여 사용된다.

## 개요
기업모델이란 '기업의 행동을 기술(記述)하고 예측하기 위한 모델'이라는 의미이다. 기업모델은 크게 2가지 주류가 있다. 첫째는 경제학의 미시적 이론에 있어서 전개되어 온 '기업이론(theories the firm)'에 입각한 모델로서 전통적인 기업모델이라고도 한다. 둘째의 흐름은 행동과학의 성과를 받아들인 행동과학적 기업모델이라고 불리는 것으로, 이것은 전자계산기(computer)를 이용한 대형모델인 경우가 많다. 새로운 행동과학적인 기업모델은 이론적 전통적 기업모델을 현실에 적용하기 위하여 계량경제학(計量經濟學)의 방법을 도입한 통계적 모델이기도 하다. 그리고 전통적 이론모델과 새로운 행동과학적 모델은 상호보완적인 관계를 가지며, 동시적으로 존재한다.

## 전통적 기업 모델
전통적 기업모델은 미시경제학(微視經濟學)에 바탕을 둔 이론적 기업모델이다. 우선 기업이 완전경쟁시장에서 운영된다고 가정할 때, 기업의 목적은 시장에서 주어진 가격과 기술적으로 결정된 생산계수(生産係數)를 기본적으로 가정으로 하여 이윤극대화가 이루어지도록 하는데 있다. 여기에서 이윤이라면 매출수입과 비용의 차이이고, 생산계수라면 어떤 생산물을 생산함에 있어 원재료·노동력 및 자본이라는 생산요소를 어느 정도 필요로 하는가를 나타내는 기술적 관계식이다. 이같은 기업모델은 힉스(J. R. Hicks), 알렌(R. G. D. Allen)의 기업이론을 중심으로 발전하였다. 이 기업이론을 유도한 구체적 명제는 다음과 같다.   ① 기업이 m  종류의 생산물을 생산하고, 종류의 생산 제요소를 필요로 한다면, 여러 가지 생산물을 어떻게 생산하고, 또 각 생산요소를 어떻게 사용하면 좋은가를 나타내는 균형량(均衡量)은 이윤극대화를 나타내는 m+n 개의 방정식을 푸는 것으로 해결된다.  ② 균형에 있어서는 2가지 생산물간의 한계대체율(限界代替率)은 여러 가지 가격비율과 같고, 또한 2가지 생산요소간의 한계대체율도 가격비율과 같다.  ③ 어떤 생산물의 생산을 1단위 증산할 때 필요한 어떤 생산요소의 양, 즉 생산요소의 한계 물적 생산성은 그 생산물의 가격과 생산요소의 한계 물적생산성은 그 생산물의 가격과 생산요소의 가격과의 비율과 같다.  ④ 각 생산물의 생산량은 그 한계생산비가 시장에서 주어진 가격과 같게 되도록 선택된다.  ⑤ 특정생산물의 가격이 인상되면 이에 대한 공급은 증가하며, 생산요소의 가격이 오르면 이의 수요는 감소한다.  ⑥ a품목의 가격이 b품목의 가격에 파급되는 대체효과는 b품목 가격의 변화가 a품목 가격에 파급하는 대체효과와 똑같다. 바꾸어 말하면, 가격의 교체효과(cross effect)는 대칭적이다.  ⑦ 특정재화의 가격이 오르면, 그것은 다른 재화에 대하여 생산물의 경우에는 생산의 감소, 생산요소의 경우에는 투입의 증대라는 형으로 영향을 받는다.  이상이 완전경쟁의 경우에 있어서의 전통적인 기업모델의 개요로서 일정한 가정, 즉 기업은 주어진 생산 계수에 따라 이윤을 극대화하는 것이라는 가정에서 수학적으로 도출(導出)된 명제이다. 따라서 이같은 전형적 기업모델에 있어서 문제가 되는 것은 도출된 결론에 있는 것이 아니라 기업이론 전개의 전제인 일련의 기본가정에 있다. 이러한 전통적 기업이론의 가정을 둘러싸고 있는 문제와 이에 대한 대안(代案)을 모색한 것이 전통적 기업모델의 확충이다.

### 확충
오늘날 경제가 발전함에 따라 전통적 경제이론의 전제였던 완전경쟁의 시장은 존재하지 않고, 많은 시장에서 독점이나 과점(寡占)의 상태가 성립되고, 시장의 기업지배력이 약화되었으며, 또 기업의 소유와 경영의 분리로 경영자의 의사결정이 기업행동을 좌우하게 되어 이같은 의사결정을 실행하는 기업의 조직이 중요하게 되었다. 이러한 동향을 배경으로 하는 기업의 지도이념을 에워싸고 새로운 여러 가지 기업관이 대두되었으며, 기업목적에 관하여도 전통적인 이론에서 고려된 '기업=기업가'라는 단순한 개념이 없어지고, 기업은 다수의 주체가 교류하는 조직이라는 관점에서 기업목적도 이같은 조직의 목적을 달성하는 것이라고 보게 되었다. 따라서 전통적 기업이론은 주로 다음과 같은 점에 비판을 받게 되었다.  ① 기업의 목적에 있어서 전통적 기업이론에서는 기업활동의 중요한 목적이 '이윤(利潤)'이었으나, 현실적으로 기업활동에 있어서 중요한 기능을 발휘하는 이윤 이외의 여러 변수(變數), 즉 시장점유율 및 조직의 관계자 집단에 대한 고려 등이 목적변수(目的變數)로서 고려되지 않았으며,  ② 이윤극대화원리 자체에 있어서도 기업은 실질적으로 이윤의 극대화만을 위해 행동하지 않으며, 또한 불확실한 여러 조건 아래 행동을 가정한다는 것은 불가능하다고 하는 점이다. 이 같은 비판을 받게 됨에 따라 전통적 기업이론은 조직론(組織論)을 도입하는 등 행동과학적 모델을 받아들이게 되었다.  이것이 전통적 기업모델의 확충이다.

## 매출액 극대화모델
기업이 계속 기업(going concern)으로서 계속 존재하기 위한 최저한도의 필요이윤이 있다면, 이 최저한 이상의 이윤이 얻어진 경우에는 이것을 다른 어떤 기업목적을 위하여 투입되는 것이 가능하다. 이것은 예를 들면 장기적인 이윤극대화를 위한 연구투자, 사원교육의 투자 및 판매망 확충의 투자를 위하여 현재의 이윤을 투입 내지 희생하는 것과 같다.  이때 기업은 최저필요 이상의 이윤을 매출액 극대화에 돌려야 하는 것이 매출액 극대화모델이며, 이는 보몰(W. J. Baumol)과 같은 학자에 의하여 발전되었다(〔그림〕참조).  매출액 극대화모델의 지지 이유는 다음과 같다.  ① 불안전한 자본시장에서는 보다 큰 기업에 보다 많은 자금이 공급된다.  ② 기업 규모의 증대와 함께 마케팅 비용이 비례적으로 지출되어 경쟁상 이익이 증대된다.  ③ 최고경영자의 보수는 이윤액보다는 매출액과 관계가 있기 때문에 경영자는 이윤극대화보다는 매출액 극대화에 관심을 집중한다.  ④ 이윤율이 증가하여도 매출액이 감소하면 규모가 축소되기 때문에 이같은 기업에는 인간관계가 어렵게 된다.  매출액 극대화 이론은 실무적인 경험에서 도출된 것이며, 장기적 기업이윤의 극대화라는 목적을 추구하는 수단으로서 기업목적에 공헌하고 있다. 그러나 매출액 증가는 반드시 이윤을 가져오는 것이 아니고, 또한 장래의 이윤을 보증하는 것도 아니며, 때로는 손실을 초래하는 경우도 있음을 유의해야 한다. 특히 기업간의 상호의존 관계가 있을 때는 반드시 타당한 방법이라고는 할 수 없다. 또한 매출액 극대화 이론에는 최저 필요이윤, 즉 이윤의 제약을 어떻게 결정하느냐의 문제가 있다. 이는 실무경험적으로 타당시되는 선(線)이 있겠으나, 이론적 검토는 매우 어렵다.

## 기업성장모델
오늘날 경제는 매년 성장하고 있어 국민총생산 및 수출 등의 절대액보다는 그 성장률에 보다 많은 관심을 갖는 경우가 많다. 이와 똑같이 기업에서도 매출액이나 이윤이 전기(前期)에 비하여 몇 퍼센트 증가하였는가 하는 점에 주목하게 되었다. 따라서 분석대상기업이 성장을 계속하는 계속기업인 경우 모든 조건은 꾸준히 변동하며, 기업활동의 균형도 일시점(一時點)이 아닌 다시점(多時點)의 균형을 문제로 해야 하게 되었다.   보몰의 매출액 극대화 가설은 정태적(靜態的) 이론이며 여기에 장기적 관점을 도입하여 본격적인 동태적(動態的) 분석을 시도한 것이 기업성장모델로서, 경제성장이론을 기업에 도입한 것이다. 곧 보몰의 정태적 모델에서는 기업행동을 결정하는 기본적 조건, 즉 수요량·노동력 등이 기지수(旣知數)로 정해져 있고, 이것에 의해 기업은 생산량 등의 미지수를 결정하는 것인 데 대하여 동태적 성장모델에서는 이러한 기본적 조건 자체도 변화되며, 미지수(未知數)는 생산량만이 아니라 그 변화율(생산성장률)을 비롯한 수요성장률·제품다양화율·사용총자본이익률 그리고 경영자팀의 재편성을 요하는 조직의 효율, 기업자금조달에 따른 수익성·재무비율 및 주가(株價)를 비롯한 여러 변수의 비율 등 기 업 자체의 변수와 정책적 변수 등을 고려하고, 이로써 기업에 있어 최저의 안전성을 유지하면서 최대한 성장을 행할 수 있도록 안정과 성장의 모순을 전략적·정책적으로 결정하는 것을 말한다.

## 행동과학적 기업모델
행동과학적 기업모델이란 기업의 행동이론을 말하는데, 이것은 사이몬(H. A. Simon), 사이어트(R. M. Cyert), 마치(J. G. March) 등에 의하여 개척된 '기업의 행동이론(Behavioral Theory of The Firm)'으로서, 기업 이론에 행동과학적인 접근을 시도한 것이다. 여기에는 기업의 시뮬레이션 모델(simulation model) 등이 있으며, 기업의 종합계획 작성·조직관리·외부환경 변화·의사결정시스템 변화·정보시스템 변화 등을 시뮬레이션 실험을 통하여 행동과학적·통제적 방법으로 기업조직의 각종 의사결정을 합리적으로 하는 것을 말한다.

## 같이 보기
- 비즈니스
- 전자상업(eCommerce)